# Società Sportiva Chieti 1940-1941
Questa voce raccoglie le informazioni riguardanti la Società Sportiva Chieti nelle competizioni ufficiali della stagione 1940-1941.

## Rosa
| N. |                   | Ruolo | Calciatore         |
| -- | ----------------- | ----- | ------------------ |
|    | Italia (bandiera) | D     | Gino Aiello        |
|    | Italia (bandiera) | D     | Angelo Bullini     |
|    | Italia (bandiera) | A     | Rodolfo Dell'Elce  |
|    | Italia (bandiera) | C     | Tullio Di Clemente |
|    | Italia (bandiera) | C     | Guido Di Luzio     |
|    | Italia (bandiera) | C     | Ciriaco D'Incecco  |
|    | Italia (bandiera) | D     | Pietro Falzone     |
|    | Italia (bandiera) | A     | Raffaele La Cioppa |

| N. |                   | Ruolo | Calciatore         |
| -- | ----------------- | ----- | ------------------ |
|    | Italia (bandiera) | C     | Vero Mascaretti    |
|    | Italia (bandiera) | P     | Mario Necchi       |
|    | Italia (bandiera) | P     | Ermete Novelli     |
|    | Italia (bandiera) | A     | Antonio Pallotta   |
|    | Italia (bandiera) | D     | Arnaldo Sammartino |
|    | Italia (bandiera) | A     | Gildo Sbaragli     |
|    | Italia (bandiera) | D     | Renato Tiriticco   |
|    | Italia (bandiera) | D     | Giuseppe Veronesi  |